# Xiangdong (häradshuvudort i Kina, Jiangxi Sheng, lat 27,65, long 113,72)
Xiangdong (kinesiska: 湘东, 湘东区) är en häradshuvudort i Kina. Den ligger i provinsen Jiangxi, i den sydöstra delen av landet, omkring 240 kilometer sydväst om provinshuvudstaden Nanchang. Antalet invånare är 358 990. Befolkningen består av 175 824 kvinnor och 183 166 män. Barn under 15 år utgör 18,0 %, vuxna 15-64 år 72 %, och äldre över 65 år 8,0 %.
Runt Xiangdong är det tätbefolkat, med 659 invånare per kvadratkilometer. Närmaste större samhälle är Pingxiang, 13,3 km öster om Xiangdong. I omgivningarna runt Xiangdong växer huvudsakligen savannskog.
Genomsnittlig årsnederbörd är 2 042 millimeter. Den regnigaste månaden är maj, med i genomsnitt 332 mm nederbörd, och den torraste är oktober, med 35 mm nederbörd.